# Iwan Pawlowitsch Bratuchin
Iwan Pawlowitsch Bratuchin (russisch Иван Павлович Братухин, wiss. Transliteration Ivan Pavlovič Bratuchin; * 12. Februarjul. / 25. Februar 1903greg. in Jaschtschery, heute Oblast Kirow, Russland; † 1985) war ein sowjetischer Hubschrauberkonstrukteur.

## Leben
Bratuchin ging 1926 an die Technische Universität in Moskau und studierte dort bis 1930 unter dem Hubschrauberpionier Boris Jurjew. Bratuchin war anschließend maßgeblich als Leiter einer Entwurfsbrigade der Abteilung für Sonderkonstruktionen (OOK) innerhalb des ZAGI an der Hubschrauberentwicklung und auch am ersten sowjetischen Hubschrauber mit Heckrotor als Drehmomentausgleich, der flug- und manövrierfähig war, dem ZAGI 1-EA, beteiligt.
Im Januar 1940 wurde am Moskauer Staatlichen Luftfahrtinstitut das OKB-3 für die Entwicklung von Rotationsflugmaschinen unter der Leitung Jurjews gegründet, das Bratuchin im März des Jahres übernahm und bis zu dessen Auflösung 1951 leitete. In diesem Zeitraum entstanden dort eine Reihe von experimentellen Hubschraubern mit transversaler Rotorauslegung. 1954 wurde er zum Professor und 1962 zum Doktor der technischen Wissenschaften (доктор технических наук) ernannt. Er erhielt auch den Leninorden.
Wesentliche Veröffentlichungen waren 1934 Berechnung der Aerodynamik eines Tragschraubers und 1955 Die Projektierung und Konstruktion von Hubschraubern.